# Javier Rodríguez Galiano
Javier Rodríguez Galiano (Poio, 27 de junio de 2003) es un futbolista español que jega como central derecho en el R. C. Celta de Vigo de la Primera División de España. «Javi Rodríguez - Perfil del jugador». Transfermarkt. Consultado el 11 de febrero de 2024.</ref>

## Trayectoria
Nacido en Poio, se une al fútbol base del Celta de Vigo en 2011 procedente del Marcón Atlético.Debuta con el Celta "C" el 11 de septiembre de 2022 al partir como titular en un empate por 2-2 frente al Atlético Arteixo en la Tercera Federación,y anota su primer gol siete días después en la goleada por 6-2 frente al CD Choco en la misma categoría.En julio de 2023 asciende al filial en la Primera Federación.
Logra debutar con el primer equipo el 1 de noviembre de 2023 al entrar como suplente en la segunda mitad en una victoria por 4-0 frente al Turégano CF en la Copa del Rey.

## Clubes
Actualizado al último partido disputado el 10 de febrero de 2024.
| Club                 | País   | Año       | Partidos | Goles |
| -------------------- | ------ | --------- | -------- | ----- |
| RC Celta de Vigo "C" | España | 2022-2023 | 12       | 2     |
| RC Celta Fortuna     | España | 2022-act. | 33       | 4     |
| RC Celta de Vigo     | España | 2023-act. | 2        | 0     |